# Reacție Finkelstein
Reacția Finkelstein, denumită după chimistul german Hans Finkelstein, este o reacție de substituție nucleofilă bimoleculară (SN2) ce implică substituirea atomilor de halogen dintr-o moleculă cu alți atomi de halogen. Reacția este o reacție de echilibru, însă ea poate fi totală dacă se exploatează solubilitatea diferită a halogenurilor sau prin utilizarea unui exces de halogenuri.
R–X   +   M+X′−      R–X′   +   M+X−
De obicei, iodul și fluorul (X´= I, F) pot deplasa clorul și bromul (X = Cl, Br) deoarece fluorul are un caracter nucleofil mai pronunțat, iar iodurile sunt mai solubile decât celelalte halogenuri. Așadar, reacția se realizează cu o halogenură a unui metal alcalin care vine în contact cu o halogenură sau o pseudohalogenură de alchil (derivați halogenați).